# اسلاوگورودسکویه (سرزمین آلتای)
اسلاوگورودسکویه (به لاتین: Slavgorodskoye) یک منطقهٔ مسکونی در روسیه است که در سرزمین آلتای واقع شده‌است.